# Карасёв, Денис Анатольевич
Дени́с Анато́льевич Карасёв (1 августа 1963, Иркутская область — 12 января 2021, Москва) — советский и российский актёр театра и кино, режиссёр.

## Биография и карьера
Денис Карасёв родился 1 августа 1963 года в Иркутской области, а потом родители перебрались в эстонский городок Силламяэ. Мальчик получил от природы отличный слух, поэтому родители отдали его в детскую музыкальную школу города Силламяэ (Эстония), которую тот благополучно окончил.
С детства занимался спортом — лёгкой атлетикой и плаванием.
После школы отправился в Ленинград, поступил в строительный ВУЗ и проучился курс. В 1981 году поступил в ГИТИС в мастерскую Андрея Гончарова. На параллельном потоке с ним учились Дмитрий Певцов, Анатолий Лобоцкий и Ольга Прокофьева.
После окончания института, с 1985 года — актёр театра имени Вл. Маяковского. Отслужив в армии, по приглашению Марка Захарова перешёл в «Ленком», где играл до 1997 года, участвовал также в антрепризах.
В кино начал сниматься с 1989 года. Первую заметную роль сыграл в фильме «Катька и Шиз» (1992). Сыграл в фильмах более 50 ролей.
С 2004 года он пробовал себя в качестве режиссёра. Поставил антрепризный спектакль «Белые одежды» по повести Маркиза де Сада.
Скончался 12 января 2021 года в Москве, в своей квартире, расположенной в ЦАО в возрасте 57 лет от острой сердечной недостаточности. Похоронен на Ново-Люберецком кладбище Московской области .

## Личная жизнь
Более 30 лет состоял в браке с актрисой Кариной Золотовой. Уроженка Таганрога, Золотова окончила Щукинский театральный институт и снялась в 5 фильмах, но после 2009 года оставила карьеру актрисы.
Сын Данила, юрист.

## Роли в театре
Театр имени Вл. Маяковского
- «Не о соловьях» — Босс Вален
- «Чума на оба ваши дома!» — Джорджи
- «Собачий вальс» — Карл Тиле

Театр «Ленком»
- «Тиль» — Тиль
- «Звезда и смерть Хоакина Мурьетты» — Смерть
- «Юнона и Авось»
- «Мудрец» — Голутвин
- «Поминальная молитва»
- «Жестокие игры» — Кай Леонидов
- «Королевские игры» — Кромвель

Антреприза
- «Тайна английского пансиона» (режиссура В. Соломина, по пьесе Агаты Кристи «Мышеловка»)[5] — Паравичини
- «Братья Карамазовы. Завтра суд» — Иван Карамазов

## Фильмография
- 1989 — Иной (короткометражный) —
- 1990 — Русская рулетка — Стас
- 1991 — Мигранты — Миша, приятель Павла
- 1991 — Московская любовь — Вадим, друг Сергея
- 1991 — Чужая игра — Михаил Болоцкий
- 1992 — Катька и Шиз — Олег Седицкий, «Шиз»
- 1993 — Антифауст — репортер
- 1993 — Секретный эшелон — Святослав
- 1994 — Немой свидетель — поделльный милиционер
- 1994 — Шамара — Сергей Устинов
- 1995 — Мещерские — Виталий Мещерский, кузен Сони (роль озвучивал Александр Рахленко)
- 1995 — Репортаж — Николай Николаевич Кошкин, представитель посольства
- 1998 — Стрингер — Олег
- 2000 — Медики — водитель
- 2000 — Редакция — Горелов
- 2000—2001 — Дальнобойщики (10-я серия «Лёха») — Алик, одноглазый инвалид, и их надзиратель
- 2001 — Саломея — денщик
- 2001 — Я — кукла — Анатолий, товарищ Виктора по лагерю "кукол"
- 2002 — Крот 2 — Альберт Петрович Платонов, директор ипподрома
- 2002 — Марш Турецкого 3 — Друбич, водитель полпреда (серия «Пуля для полпреда»)
- 2002 — Мужская работа 2 — командир боевиков
- 2002 — Черёмушки —
- 2002 — Чума на оба ваши дома! (телеспектакль) — Джорджи
- 2002 — Шум ветра — Максим
- 2003 — Сыщик без лицензии — майор милиции Лысаков (серия «Стиль подлеца»)
- 2003 — Каменская 3 — Сергей Львович Гуланов, он же «Аякс» (серия «Иллюзия греха»)
- 2004 — Вызов — Андрей Борисович Коломиец, начальник милиции (серия «И раб, и царь»)
- 2004 — Слепой — майор Коптев
- 2005 — Банкирши — Владимир
- 2005 — Богиня прайм-тайма — Бахрушин, муж Ольги
- 2005 — Верёвка из песка — Василий Андреевич Власов
- 2005 — Две судьбы 2: Голубая кровь — капитан милиции
- 2005 — Звезда эпохи — лётчик Блинов
- 2005 — Самая красивая — конвоир на зоне
- 2005 — Человек войны — Пётр Котельников
- 2006 — В круге первом — Щагов (5 серия)
- 2006 — Острог. Дело Фёдора Сеченова — Александр Викторович Каштанов, отец Леонида
- 2006 — Последняя исповедь — полицай Платон
- 2006 — Сволочи — майор
- 2006 — Евлампия Романова. Следствие ведёт Делитант-3 —  Эдик Малевич
- 2007 — Частный заказ — бандит по кличке «Удав»
- 2008 — Наследники — Георгий Трофимов, муж Иры, и отец Тимофея
- 2008 — Золото скифов — посланник от отца Глеба
- 2009 — Адмиралъ (сериал) — Арбатский, "начальник золотого эшелона"
- 2008 — Не отрекаются любя… — Дмитрий
- 2008 — Русичи — Никандр
- 2009 — Разжалованный — комбат
- 2009 — Северный ветер — Григорий Пронин
- 2007 — Хиромант 2 — бандит Валера, подручный Забелина
- 2009 — Хозяйка тайги — Сергеевич, полковник (фильм «Последний кордон»)
- 2010 — Мы из будущего 2 — старший лейтенант Мисюряев
- 2010 — Журов 2 — бомж по кличке «Король»
- 2011 — Лето волков — Прокоп Алексеевич Крот, кузнец
- 2011—2014 — Лесник — Виктор Рогачев, киллер (серия «Принц»)
- 2014 — Судья — Сергей Петрович Зайцев, «Зюзя», хозяин приморского города
- 2012 — Дельта — Иван Платонов
- 2014 — Братаны 4 — Игорь Журбин
- 2014 — Дельта. Продолжение — Николай Иванович («Платонов»)
- 2016 — Учитель в законе. Схватка — «Чина» (Сергей Иванович), криминальный авторитет, «смотрящий»
- 2014 — Виктор — Антон Белинский
- 2017 — Тот кто читает мысли — Сергей Волков, муж Анны, журналист
- 2017 — Мужики и бабы — Федот Клюев
- 2017 — Притяжение — Главком ВКС, генерал
- 2018 — Приставы — эпизод
- 2019 — Зелёный фургон. Совсем другая история — Пётр Михайлович, бандит по кличке «Крёст»
- 2019 — Легенда Феррари — Максим Горький
- 2020 — Склифосовский (8 сезон) — Вячеслав Никифоров
- 2020 — Под прикрытием — Артём Бозятников («Бозя»), правая рука Беса
- 2021 — Иван Денисович — полковник Борщов, начальник лагеря
- 2021 — Склифосовский (9 сезон) — Вячеслав Никифоров